# J. 그랜트 올브렉트
J. 그랜트 올브렉트(영어: J. Grant Albrecht, 1966년 5월 22일 ~ )는 미국의 배우, 성우이다.
캘리포니아주에서 태어났다.

## 영화
- 단테스 인페르노 (2010년)
- 톰과 제리: 수퍼 레이스 (2005년)
- CSI - 뉴욕 (2004년) - 닥터 레나드 길스 역
- S.W.A.T. 특수기동대 (2003년)
- 저스티스 리그 (2001년)
- 시티 레인져 (1993년)
- 부두 다운 (1991년)